# Andrew Joseph McDonald
Andrew Joseph McDonald (ur. 24 października 1923 w Savannah, Georgia, zm. 1 kwietnia 2014 w Palatine, Illinois) – amerykański duchowny katolicki, biskup Little Rock w latach 1972-2000.

## Życiorys
Ukończył seminarium duchowne w Baltimore. Święcenia kapłańskie otrzymał 8 maja 1948 z rąk bp. Emmeta Walsha, ówczesnego ordynariusza Charleston i inkardynowany został do rodzinnej diecezji Savannah-Atlanta. Kontynuował studia na Katolickim Uniwersytecie Ameryki i na Uniwersytecie Laterańskim w Rzymie, gdzie uzyskał w roku 1951 doktorat z prawa kanonicznego. Od roku 1959 nosił tytuł prałata. W latach 1967–1972 wikariusz generalny diecezji Savannah.
4 lipca 1972 papież Paweł VI mianował go ordynariuszem Little Rock w Arkansas. Sakry udzielił mu abp Thomas Joseph McDonough. Na emeryturę przeszedł 4 stycznia 2000.